# ويندوز إكس بي
ويندوز إكس بي (بالإنجليزية: Windows XP, الاسم الرمزي Whistler)‏ هوَ نظام تشغيل للحاسبات الشخصيّة من إنتاجِ وتطوير مايكروسوفت وينتمي لعائلة أنظمة ويندوز NT. صَدَر هذا النِظام للمصانِع في 24 أغسطس 2001 وصَدر في محالِ بيع التجزِئة في 25 أكتوبر من نفس العام.
بدأ تطويرُ النظام في أواخِر تسعينيّات القرن الماضي مِثلَه مِثل نظام نبتون، وكان في الأساس مُجرّد تحديثٍ لويندوز 2000 مبنيّ لسوق العمل. في النهاية تم إلغاء كِلا المشروعَين في يناير 2000 واندرجا تحت مشروع نظام تشغيل واحد أُطلِقَ عليه اسم Whistler الذي يستهدف الأفراد والمُنشئات. يُعتَبر ويندوز XP تقدُماً كبيراً مُقارنة بإصدارات ويندوز السابقة المبنيّة على نظام دوس، يُوفّر درجة عالية من الأمان والثبات والاستقراريّة والكفاءة إذ أنّه مبنيّ على نواة ويندوز NT -الموجود بدايةً في ويندوز 2000-. يُقدّم هذا النظام واجهةَ مُستَخدِمٍ مُختَلفة كُليّاً عن النُسخ السابقة، كما يُعتَبر هذا النظام هو الأول الذي يحتاج لتفعيل في محاولةٍ من مايكروسوفت للحدّ من انتهاكات حقوق النشر.
تلقّى ويندوز XP عند إطلاقِه تقييماتٍ إيجابيّة من النُقّاد، ولاحظوا تحسّناً في الأداء -مقارنة بـ ويندوز ميلينيوم- وامتدحوا فيه واجهة المستخدم السهلة البسيطة، وتحسين دعم الأجهزة والوسائط المتعددة. ومع مرور الوقت أصبَح النظام الأكثر انتشاراً واستخداماً حول العالم. وتشير التقديرات إلى أنّه تم بيع أكثر من 400 مليون نُسخة حول العالم حتّى يناير 2006. ومليار نسخة حتّى أبريل 2014. وقد توقّفت بيع تراخيص النظام للشركات المُصنّعة في 30 يونيو 2008 واستمرّت التراخيص لأجهزة الـ نت بوك حتّى أكتوبر 2010. وظلّ ويندوز XP النظام الأكثر شعبيّة واستخداماً حتّى بعد إصدار النُسخ الأحداث، وذلك بسبب فشل ويندوز فيستا في 2009. ولم يتخطّاه ويندوز 7 في الحصّة السوقيّة إلّا في أواخِر 2011. وقد توقّف دعم النظام في 8 أبريل 2014، وذلك بعد أن أوقَفت مايكروسوفت إرسال التحديثات الأمنية للمستخدمين. واعتباراً من نوفمبر 2016، صار ويندوز إكس بي رابع نظام انتشاراً بين أنظمة الويندوز بعد ويندوز 7 و8.1 و10. وما زال ويندوز إكس بي شهيراً في عدّة دولٍ في العالم مثل الصين وكوريا الشماليّة، كما أنّه ما زال مُستخدم بكثرة في دول أفريقيا.

## التطوير

### نبتون وأوديسي
في أواخِر تسعينيات القرن الماضي، كانَت مايكروسوفت تُطوّر مُنتَجين مُنفردين اندمجا معاً لاحقاً وأصبحا ويندوز XP، أوديسي الذي طُوّر ليستكمِل نجاح ويندوز 2000، ونبتون الذي طُوّر ليستكمِل نجاح نظام دوس وويندوز 98 والأنظمة المبنيّة على التكنولوجيا الجديدة المُصمّمة للمستخدم. بُني نبتون على نواة 5.0 في ويندوز 2000، وركّزوا على جعلِه بسيطاً، وبُنيَت الواجهة على ما عُرِفَ باسم «مركز النشاطات». حيثُ كان عددُها كبيراً وكانَت بمثابَة برامِج تشغيليّة كالاتصالات البريديّة، وتشغيل الموسيقى وإدارة وعرض الصور، والبحث في الإنترنت، وعرض المحتويات المستخدمة مؤخراً. وقد كشفت نُسخة بدائيّة من نبتون عن المفهوم الأوليّ لمركز النشاطات مع واجهة حساب المستخدم وشاشة تسجيل الدخول وعدّة وظائف مشتركة مع ويندوز XP.
أثبَت المشروع قوّته مع مرور الوقت، وقد وعَد بيل غيتس عام 1998 أنّ ويندوز 98 هو النظام الأخير الذي سيُبنى على نظام دوس. في 7 أبريل 1999 خِلال مؤتَمر WinHEC أعلَن ستيف بالمر بتحديث جديد لويندوز 98 هو ويندوز ميلينيوم. أتى ويندوز ميلينيوم بمزايا وإضافات جديدَة مِثل «استعادة النظام» و «مركز المساعدة والدعم» وغيرها، وحقّقت هذه الإضافات نجاحاً فأُضيفَت لويندوز XP.

### ويسلر
في يناير 2000، وقبل إطلاق ويندوز 2000 بوقتٍ قصير، صرّح الكاتِب والناقِد التقني بول ثراوت أنّ مايكروسوفت أوقَفت العمل على مشروع نبتون وأوديسي لصالِح مشروع أطلقت عليه اسم ويسلر كاسمٍ رمزي، وذلك بعد أن قضى مجموعة من موّظفي الشركة إجازتهم في مدينة ويسلر الكندية. وكان هدف المشروع الجديد أن يكون نظاماً موحّداً لقطاع الأعمال والأفراد. وقد بُني نبتون وأدويسي على نفس الكود المصدري، لذلك كان من المنطقي أن يُجمعا معاً تحت مشروعٍ واحد. وخلال مؤتمر WinHEC في أبريل 2000، أعلَنت مايكروسوفت بشكلٍ رسميّ عن نُسخة مُبكّرة من ويسلر، حيث استَعرضت فيه الميّزات الجديدة والتحديثات للبرامج التي جاءت مع ميلينيوم. وقد أكّد المدير العام لويندوز كارل ستورك حينها أن النظام الجديد سيكون موجّهاً للجميع، وأنّهم سيُعيدون تصميم واجهة المستخدم الرسوميّة لتكون أكثَر بساطة وأناقة.
في يونيو 2000، بدأت مايكروسوفت عمليّة اختبار نسخة البيتا من النظام. وكان من المتوقّع أن نُسَخ ويسلر هي نُسخة للاستخدام الشخصي، والاحترافي، وسيرفر، وسيرفر احترافي، ونسخة لإدارة البيانات. وخلال مؤتمر PDC في 13 يوليو 2000، أعلَنت مايكروسوفت نظام ويسلر سيصدُر في النصف الثاني من عام 2001، وقد أصدَرت وقتها نُسخَة المعاينة تحمل رقم 2250. أعطَت تلك النسخة انطباعاً عاماً لما سيكون عليه النظام الجديد، حيث أظهرت بعض الميّزات الجديدة والتصميم الجديد للقوائم والنوافذ.

### نُسخ البيتا
أصدَرت مايكروسوفت نسخة البيتا ذات رقم 2296 في 31 أكتوبر 2000. وفي نسخة 2410 في يناير 2001، قدّمت مايكروسوفت لأوّل مرة مُتصفّح إنترنت إكسبلورر 6 ونظام تفعيل المنتجات. وقد تكلّم بيل غيتس في معرض الإلكترونيات الاستهلاكية عن النظام وأنّه سيُعتَمد عليه وسيكون مفيداً جدّاً في المكاتِب والمنازل على حدّ سواء. وقد صرّحت مايكروسوفت أنها ستولي المستهلك الفردي أهميّة أكثر، وأكّدت على أن النظام سيصدر في النصف الثاني من 2001. في نُسخَتي البيتا 2416 و2419، أضافت مايكروسوفت الميزات النهائية للنظام وأدخلت العناصر الأخيرة التي شكّلت هويّته، مثل خلفيّة الشاشة الافتراضية النعيم. في 5 فبراير 2001، أعلَنت مايكروسوفت عن تغيير اسم النظام إلى ويندوز XP حيث أن الحرفين هما الحرف الثاني والثالث من كلمة الخبرة eXPerience، وأعلنت أيضاً عن الإصدار القادم من حزمة أوفيس الذي حمل اسم أوفيس XP، كما قدّمت وقتها واجهة المستخدم الجديدة التي عُرِفت باسم لونا.

### الإصدار
أنفقَت مايكروسوفت حتّى يونيو 2001 أكثَر من مليار دولار على تسويق وترويج نظامها الجديد، وأوضَحت أنّها ستتعاون مع إنتل وصُنّاع الأجهزة الحاسوبية الأخرى. وقد كانَت الحملة الإعلانيّة بعنوان «استعد للطيران» ولكن نظراً لأحداث أحداث 11 سبتمبر تم تغيير اسم الحملة التسويقيّة إلى «نعم يُمكنك ذلك - Yes You Can». وكان الإعلان التلفزيوني الأمريكي تُشغّل فيه أغنية مادونا Ray of Light وقال متحدّث باسم مايكروسوفت أن الأغنية تم اختيارها لنغمتها المُتفائلة.
في 24 أغسطس 2001، نُسخَة 6200 من ويندوز XP بدأت تصل للشركات المُصنّعة. كما وزّعت مايكروسوفت لمندوبي الشركات خلال حفل الإطلاق التي أقامته في حرم شركتها، وزّعت عليهم نُسخ مجانيّة من النظام. واستطاعت الشركات بيع أجهزتها التي تحمل نظام XP بدءاً من 21 سبتمبر 2001، بينما توفّر النظام في محال بيع التجزئة في 25 أكتوبر 2001. وفي ذلك اليوم، أعلَنت مايكروسوفت عن توفّر نُسخَتين من النظام، النُسخة المنزليّة والنسخة الاحترافيّة.

## مميّزاته والخواص الجديدة

### واجهة المستخدم
مع الاحتفاظ بالعناصر الأساسيّة لواجهة المستخدم في الإصدارات السابقة، صار لويندوز إكس بي طابَع مرئي جديد، وذلك بعد زيادة استخدام تأثيرات ألفا المُركّبة وإسقاط الظلال والأنماط البصرية، حيث أصبَحت تجربة المستخدم البصريّة مُختلفة بالكامل وغيّرت من نظام التشغيل كثيراً. يستطيع المستخدم تحديد ما إذا كان يرغب بهذه الأنماط البصريّة، وافتراضيّاً يقوم النظام بتعيين الإعدادات المُناسبة التي تُناسب مُعالج الكمبيوتر وكرت الشاشة. كما أُضيفَ لـ إكس بي نظام ClearType وهو نظام استدعاء سوبيكسيل جديد يهدف إلى تحسين مظهر الخطوط على شاشة العرض الـLCD. كما تم إدخال مجموعة جديدة من أيقونات النظام. جدير بالذكر أن الخلفيّة الافتراضيّة للنظام اشتُهِرت كثيراً، وهي صورة منظر طبيعي في وادي نابا في ولاية كاليفورنيا الأمريكية، وتُمثّل صورة لتلّة خضراء وسماء زرقاء مع غيوم طبقية وسمحاقية، وتُعتَبر الصورة الأكثر مشاهدة في العالم وسُميت بـ النعيم.
وقد جرت تغييرات عديدة على قائمة ابدأ، حيث صارت عبارة عن قائمتين بإمكان المستخدم تثبيت التطبيق الذي يُريده وعرض التطبيقات المستخدمة مؤخراً، بالإضافة للمجلّدات الرئيسيّة والقائمة التقليديّة المنسدلة «كل البرامج». كما صار بإمكان شريط المهام تجميع البرامج مع قائمة منبثقة تفصيليّة. أما عن منطقة الإشعارات فهي مخفية بشكل افتراضي. ويمكن تأمين شريط المهام وتغيير مستواه. كما أُضيفت قائمة المهام المشتركة، وتم تحسين مستكشف الملفات. كما أُضيفت ميّزة التبديل السريع بين المستخدمين، حيث يستطيع المستخدم الثاني تسجيل الدخول دون الحاجة من المستخدم الأول إغلاق برامجه، ويمكن للمستخدم الأول استئناف أعماله بمجرد التحويل لحسابه.

### البنية الأساسيّة
يستخدم نظام الإكس بي أسلوب التحضير المسبق وذلك لتحسين بدء التشغيل والتطبيقات أثناء الإقلاع. ويأتي النظام مع عددِ من أدوات إدارة النظام مثل: مثبت ويندوز، وويندوز سكريبت هوست، وإلغاء التجزئة، وإدارة المهام، والامر شك دسك، ووحدة التحكم بالإدارة، ومحرر سجل النظام، وإجارة أجهزة ويندوز. كما قدّم ويندوز XP نظام حماية النُسخ المعروف باسم تنشيط منتجات ويندوز، وذلك للحدّ من قرصنة النظام ومنع النُسَخ الغير مُرخّصة، حيث أن كُلَ نظام لديه رقم مُميّز خاص به لتفعيله يتم إنشاؤه من قِبَل مايكروسوفت، يتم إرسالها إما عبر الإنترنت أو الهاتف أو مكتوبة على الأقراص. إذا لم يتم تفعيل النظام خلال 30 يوم، سيتوقف عن العمل حتّى يتم تفعليه.

### الشبكة والإنترنت
يأتي نظام ويندوز XP مُدمجاً معه عدد من برامج الإنترنت والشبكة، فهناك إنترنت إكسبلولر 6، وآوتلوك إكسبرس 6، وويندوز لايف مسنجر، وإم اس إن إكسبلولر. كما أُضيفت ميّزات أخرى من أدوات الشبكة جدار حماية ويندوز، ومشاركة اتصال الانترنت. كما أنّه يدعم IPv6 ونفق تيريدو، وميّزات التواصل عبر الفاكس، والتشبيك بين الأجهزة كشبكة الند للند، كما يدعم أغلَب أجهزة المودم الـDSL، والواي فاي الثابت والتجوال. كما أُضيفَت ميّزة المساعدة عن بعد وسطح المكتب البعيد، والتي تُتيح للمستخدمين الارتباط بأجهزة كمبيوتر بعيدة عبر الإنترنت والتحكّم الكامل بالتطبيقات والملفّات والطابعات أو طلب المساعدة.

## عيوبه
- نظراً لانتشاره الواسع حينها، كثرت الفيروسات التي تصيبه بشكل كبير، نظرا لتركيز القرصنة على كل نظام تشغيل واسع الانتشار.
- وجود أخطاء به لا حل لها إلا بإعادة التهيئة (الفورمات).
- إنتهاك حقوق البرامج بشكل كبير.
- يقبل تقريباً جميع مواصفات الأجهزة، وهذه خاصية جيدة غير أن بعض الخبراء يعتبرها سلبية لأنها تسبب الكثير من المشاكل في التطبيقات.
- بطيئ الإقلاع، وتقريباً نصف الذين يستخدمون نظام Windows XP يعانون من بطء إقلاعه.
- إعلان شركة مايكروسوفت إيقاف دعمها بشكل كامل لنظام Windows XP في 8 ابريل 2014.

## متطلبات التشغيل
|                             | الحد الأدنى                 | الحد المقبول                |
| --------------------------- | --------------------------- | --------------------------- |
| وحدة المعالجة Processor     | 233 MHz                     | 300 MHz                     |
| الذاكرة العشوائية Memory    | 64 MB                       | 128 MB                      |
| كارت الشاشة                 | Super VGA 600 X 800 أو أعلى | Super VGA 600 X 800 أو أعلى |
| السعه التخزينية (هارد ديسك) | 8 GB جيجا بايت              | 8 GB جيجا بايت              |
| مشغل الأسطوانات             | CD ROM سى دى روم            | CD ROM سى دى روم            |